# 제시 제인
제시 제인(Jesse Jane, 1980년 7월 16일~2024년 1월 24일)은 미국의 포르노 배우, 모델이다. 2012 AVN상 여우조연상 수상자이다.